# Verwaltungsgemeinschaft Mansfeld
In der Verwaltungsgemeinschaft Mansfeld waren im sachsen-anhaltischen Landkreis Mansfelder Land die Gemeinden Biesenrode, Gorenzen, Großörner, Möllendorf, Piskaborn und Vatterode sowie die Stadt Mansfeld zusammengeschlossen. Verwaltungssitz war Mansfeld. Am 1. Januar 2005 wurde sie durch Eingemeindung der Mitgliedsgemeinden in die Stadt Mansfeld, die zur Einheitsgemeinde wurde, aufgelöst